# Achttienhoven (Utrecht)
Pour les articles homonymes, voir Achttienhoven.
Achttienhoven est un ancien village et une ancienne commune situé dans la commune néerlandaise de De Bilt, dans la province d'Utrecht. De nos jours, Achttienhoven est considéré comme quartier de Westbroek.
Achttienhoven a été une commune indépendante jusqu'au 1er janvier 1954, date de son rattachement à Westbroek. La commune avait déjà été rattachée à Westbroek de 1812 à 1818.